# Кирякове
Киряко́ве — село в Україні, у Полтавському районі Полтавської області. Населення становить 10 осіб.

## Походження назви
Виникнення села Кирякове пов'язане з відомим у Російській імперії родом Кир'якових, який мав тут маєток.

## Географія
Село Кирякове розташоване за 0,5 км від села Вінтенці. Поряд з селом проходить газопровід та розміщена газокомпресорна станція.

## Історія
За переказом, заснував село грек Киріяк, який оселився в Опішні в другій половині XVII століття. Його син — Кирило Киріяченко — служив у Гадяцькому полку військовим товаришем та мав селітряні промисли. Його син Іван у 1731 році залишив військову службу й цілком присвятив себе селітроварінню.
Киріяки (у російських документах їх називали Киріяковими, а пізніше ця назва закріпилася за родом) були одними із засновників опішнянської селітряної компанії — 12 жовтня 1738 року до неї входили три сини Кирила: Федір, Іван, Олексій та син Федора — Яків.
Саме Кирило Киріяк першій третині XVIII століття був власником хутора у верхів'ях річки Говтви, який пізніше переходив до його нащадків. Саме цей хутір нині є селом Кирякове.
1859 року у власницькому хуторі налічувалось 5 дворів, мешкало 26 осіб (17 чоловічої статі та 19 — жіночої).